# Соловьёв, Александр Константинович
Алекса́ндр Константи́нович Соловьёв (18 [30] августа 1846, г. Луга, Петербургская губерния — 28 мая [9 июня] 1879, Санкт-Петербург) — российский революционер-народник. Террорист, совершивший покушение на императора Александра II.

## Биография
Родился в семье коллежского регистратора Константина Григорьевича и Татьяны Николаевны Соловьёвых, которые ко времени покушения проживали в Санкт-Петербурге, в здании Каменноостровского дворца великой княгини Екатерины Михайловны.
Учился сначала в уездном училище в Луге; был зачислен в мужскую гимназию № 3 на Соляном пер. в Петербурге на счёт сумм великой княгини Елены Павловны.
В 1865 году поступил на юридический факультет Петербургского университета, но со II курса был вынужден оставить его по недостатку средств.
Выдержав экзамен на учителя, в 1868 году был назначен учителем торопецкого уездного училища: преподавал историю и географию; давал частные уроки; был на хорошем счету у начальства. В 1875 году вышел в отставку и поселился с семейством Николая Богдановича в с. Воронине, так он сам показал на следствии, для изучения кузнечного мастерства. У Богдановичей познакомился с братом Николая — Юрием Богдановичем, с которым установил «очень близкие отношения, имевшие своим результатом совместную преступную деятельность» впоследствии. В августе 1876 года женился на девице Екатерине Челищевой; супруги жили раздельно.

## Покушение на Александра II
Ранее весьма религиозный, разочаровавшись в религии, в 1876 году примкнул к обществу «Земля и воля» (согласно советской историографии; судебное обвинение говорило, что он «принадлежит» «русской социально-революционной партии»); в 1877—1878 годах вёл революционную пропаганду среди крестьян Поволжья.
2 (14 апреля) апреля 1879 года (Светлый понедельник) неудачно покушался на императора Александра II, который совершал обычную утреннюю прогулку в окрестностях Зимнего дворца. Во время прогулки царя охраняло семь человек, расставленных на значительном друг от друга расстоянии. Штабс-капитан корпуса жандармов Карл-Юлиус Кох следовал в отдалении. Ни один выстрел не достиг цели; при задержании Соловьёв проглотил яд (мышьяк, или, согласно тексту обвинительного акта, — цианистый калий), но врачи дали ему противоядие, и Соловьёв выжил. Первоначально представился Соколовым. Согласно официальной версии, на основе показаний свидетелей и обвиняемого, покушение было совершено у ворот здания штаба гвардейского корпуса, на набережной Мойки, когда император шел к Дворцовой площади: первый выстрел был сделан на расстоянии «около двенадцати шагов», после чего последовала короткая погоня (в направлении Певческого моста), во время которой прозвучало еще два выстрела с близкого расстояния; примерно во время третьего выстрела, Соловьёва настиг штабс-капитан корпуса жандармов Карл-Юлиус Кох. Он ударил преступника по спине шашкой «так сильно, что шашка согнулась, и преступник, споткнувшись, едва не упал, но это не помешало злодею сделать ещё четвёртый выстрел в Государя Императора, после чего неизвестный бросился бежать по направлению к Дворцовой площади, теснимый со всех сторон сбежавшеюся толпою народа, в которую преступник сделал пятый выстрел». Был задержан возле здания министерства иностранных дел.
По отчёту штабс-капитана К. Коха, удар был нанесён им шашкой по голове Соловьёва, от которого он упал. Поднявшись, Соловьев пытался бежать, но был схвачен толпой и чуть не растерзан, о сделанном в это время пятом выстреле Кох не упоминает. При одном из выстрелов Соловьева пуля пробила полу шинели, надетой на императоре.

## Суд и казнь
Произвели тщательное следствие. Привлекали всех, кто имел к Соловьёву самое дальнее касательство. Так, например, под наблюдение попал даже близкий приятель его жены, будущий известный художник — Н. Лосев. Были подвергнуты обыску и привлечены к дознанию по делу о пребывании Соловьёва в Самарской губернии психиатр Владимир Хардин и издатель Аполлон Жемчужников.
Александр Соловьёв признал себя виновным уже на дознании, и затем в суде. Он сообщил, что действовал самостоятельно, но сообразуясь, тем не менее, с программой своей партии. Согласно показаниям, ночь со Страстной пятницы (в неделю перед покушением) на субботу (перед первым днём Пасхи) провёл у проститутки; весь день Пасхи также провёл на квартире у проститутки, от которой ушёл около 8 часов утра 2 апреля.
25 мая (6 июня) 1879 года открылось заседание Верховного Уголовного Суда под председательством князя С. Н. Урусова «по делу об отставном коллежском секретаре Александре Константинове Соловьеве, обвиняемом в государственных преступлениях». Отвечая на первый вопрос председателя суда о самом себе, сообщил: «Александр Константинов Соловьев, дворянин, отставной коллежский секретарь, 33 лет, крещён в православной вере, но религии не признаю».
К концу того же дня Верховный Уголовный Суд признал Соловьёва виновным в том, что он, «принадлежа к преступному сообществу, стремящемуся к ниспровержению путём насильственного переворота существующего в России государственного и общественного строя, 2-го апреля 1879 года, в 10-м часу утра, С.-Петербурге, с намерением заранее обдуманным, посягая на жизнь Священной Особы Государя Императора, произвёл в Его Императорское Величество несколько выстрелов из револьвера», и приговорил «лишить всех прав состояния и подвергнуть смертной казни через повешение».
28 мая того же года приговор Суда был приведён в исполнение на Смоленском поле при стечении народа до 70 тысяч человек; перед казнью арестант с низким поклоном отказался от священника; тело отвезли на о. Голодай и там похоронили.
В память о неудавшемся покушении Соловьёва в 1879 — 1882 годах на восьмой версте Шлиссельбургского тракта (ныне — проспект Обуховской Обороны) была выстроена каменная церковь во имя Смоленской иконы Божьей Матери.